# David Korty
David Korty (* 1971 in San Francisco) ist ein US-amerikanischer Künstler, der in Los Angeles lebt und arbeitet. Korty arbeitet vor allem in den Medien Malerei, Kollage, Plastik und Zeichnung. 

## Leben
David Korty wurde 1971 in San Francisco als Sohn des Filmemachers John Korty geboren. 1992 schließt er die Rhode Island School of Design, Providence mit einem B.F.A. ab und 1998 die University of California, Los Angeles mit einem M.F.A.

## Werk
David Kortys Gemälde strahlen in sich gekehrte Ruhe und Besonnenheit aus. Der Maler schafft Bilder des modernen urbanen Lebens und zeigt dem Betrachter in seinen Arbeiten Stadtausschnitte, Menschen in Museen beim Betrachten von Kunstwerken, oder Bibliotheken, Flughäfen, Autos, Häuser, Stadtlandschaften.
Im Kortys Zusammenspiel von Linien und Farbe bilden Menschen und Umgebung eine stilistische Einheit. Ausgangsmaterial für Kortys Malerei sind Fotografien, die er in seiner Heimatstadt Los Angeles aufnimmt oder auf Reisen in andere Metropolen. Die malerische Umsetzung der Vorlage filtert das fotografisch Dokumentierte und lässt es zu geometrisch komponierten Farb- und Linienfeldern werden. Details verschwinden oder werden an anderer Stelle hervorgehoben, Gesichter, Körper sowie Perspektive geglättet. Im Zusammenspiel von Graphitlinien, Pinselstrichen und Farbfeldern destilliert der Künstler die räumliche Erfahrungswelt und legt die ihr zugrunde liegenden linearen Muster und ästhetischen Strukturen für unseren Blick frei.
Ähnlich funktioniert auch Kortys Umgang mit dem Material: die Farbschichten sind nicht geschlossen, sondern zeigen an manchen Stellen die Körnung der Leinwand, die Umrisse aus Graphitstift und Linien aus Wachskreide. An einigen Stellen werden die Farbpigmente anstelle mit dem Pinsel mit einer feinen Spachtel aufgetragen.

## Ausstellungen
David Kortys Malereien wurden auf zahlreichen internationalen Ausstellungsprojekten gezeigt, darunter im Lax Art, Los Angeles, dem Dayton Art Institute, Dayton, dem Orange County Museum of Art, Newport Beach, dem Wexner Center for the Arts, Columbus, der Kunsthalle Basel, dem Museum of Contemporary Canadian Art, Toronto, der Charlottenburg Exhibition Hall, Kopenhagen. Der Künstler hat Einzelausstellungen in Galerien weltweit.

## Werke in öffentlichen Sammlungen
- Sammlung Goetz, München
- Sammlung Olbricht, Essen/Berlin
- Judith Rothschild Foundation, Flourtown